# Palesanggar
Palesanggar is een bestuurslaag in het regentschap Pamekasan van de provincie Oost-Java, Indonesië. Palesanggar telt 8620 inwoners (volkstelling 2010).